# Jasna Jasna Žmak
Jasna Jasna Žmak (Pula, 1984.), hrvatska dramatičarka, spisateljica, scenaristica i dramaturginja. Diplomirala je dramaturgiju na Akademiji dramske umjetnosti u Zagrebu gdje od 2012. godine radi kao asistentica, a od 2019. kao docentica   Arhivirana inačica izvorne stranice od 1. ožujka 2022. (Wayback Machine). Doktorirala na Doktorskom studiju književnosti, izvedbenih umjetnosti, filma i kulture na Filozofskom fakultetu Sveučilišta u Zagrebu .
Kao dramaturginja surađivala s Borutom Šeparovićem, Oliverom Frljićem, Matijom Ferlinom, Majom Pelević, Romanom Nikolićem i Irmom Omerzo. Kao koscenaristica surađivala s Igorom Bezinovićem, Ivanom Škrabalo, Ivanom Faktorom, Anom Opalić, Anom Hušman, Goranom Škofićem i Ninom Kurtelom.
Kratke priče objavljivala u nizu regionalnih časopisa (Tema, Vijenac, Zarez, Nepokoreni grad, Bona, Balkanski književni glasnik) i zbirki (Izvan koridora, Karver, Podgorica; Sagorevanje, Žene na delu, Beograd; Da sam šejn, Bestseler, Zagreb; Pristojan život, Balconn, Beograd; Bez vrata, bez kucanja, Sandorf, Zagreb). Kritičke tekstove objavljivala u časopisima Frakcija, Kazalište, Zarez i Hrvatski filmski ljetopis te na portalima MUF, Libela, Kulturpunkt, VoxFeminae i Vizkultura. 

## Knjige
- 2020. One stvari: eseji o ženskoj seksualnosti, Fraktura, Zagreb
- 2020. Psi u svemiru, slikovnica, Kako psi komuniciraju, Zagreb
- 2019. Predavanje kao izvedba, izvedba kao predavanje: o proizvodnji znanja u umjetnosti, znanstvena publikacija, Leykam Internatonal  Arhivirana inačica izvorne stranice od 15. kolovoza 2020. (Wayback Machine), Zagreb
- 2018. Pisma na kraju šume, slikovnica, Oaza, Zagreb (ilustracije: Jelena Oroz)
- 2015. Moja ti, prozna knjiga, Profil
- 2013. Drugi sočasno, tekst za izvedbu, Emanat, Ljubljana
- 2012. Samice, tekst za izvedbu, Istarsko naradno kazalište Pula

## Praizvedbe
- 2011. Samice, režija: Matija Ferlin, Istarsko naradno kazalište Pula
- 2012. Istovremeno drugi, režija: Matija Ferlin, Emanat Ljubljana & Istarsko naradno kazalište Pula
- 2020. Bruno, petak 11.7.2020., Marseille (dio omnibusa Monovid-19), režija: Anica Tomić, ZKM
- 2023. this is my truth, tell me yours , režija: Jasna Žmak, Centar za dramsku umjetnost, Via Negativa i Društvo Mesto žensk, Ljubljana

## Nagrade
- 2018. druga nagrada Mali Marulić za dječji dramski tekst, za dramu Tepih na ražnju, Gradsko kazalište lutaka Split
- 2017. prva nagrada Mali Marulić za dječji dramski tekst, za dramu Pisma na kraju šume, Gradsko kazalište lutaka Split   Arhivirana inačica izvorne stranice od 1. ožujka 2022. (Wayback Machine)
- 2016. Marul za dramaturgiju predstave Mi smo kraljevi a ne ljudi, 26. Marulovi dani, Split